# Safe and Sound (песня Capital Cities)
«Safe and Sound» (с англ. — «Целы и невредимы») — песня американского инди-поп дуэта Capital Cities, написана участниками группы Райаном Мерчантом и Себу Симоняном. Песня была выпущена как сингл 6 января 2011 года, и впервые появилась на их дебютном EP Capital Cities (2011), позже выпущена как первый сингл с их дебютного альбома In a Tidal Wave of Mystery (2013). «Safe and Sound» стала прорывным хитом группы, взобралась на 8 место в Billboard Hot 100, и имела коммерческий успех на нескольких других территориях

## Музыкальные видео

Обложка альбома In a Tidal Wave of Mystery

Первое музыкальное видео для «Safe and Sound» было произведено и отредактировано группой и загружено на их официальный аккаунт YouTube 24 февраля 2011 года. В нём представлены чередующиеся исторические видеоклипы о танцах и войне из прошлого века, как правило, в хронологическом порядке. Ещё одно видео, снятое Джимми Аландером, было выпущено 21 октября, в котором изображён дуэт, который монах вёл через свалку.
Третий и самый известный клип на песню был снят Грейди Холлом и выпущен 25 апреля 2013 года. Ролик снят в Лос-Анджелесском театре и показывает, что Capital Cities выступают на сцене в качестве танцоров всех типов (танцоры свинга 1940-х, диско-роллеры 1970-х, танцоры хип-хопа 1990-х), фотографии на стене и фильмы различных временных периодов в истории театра оживают и соревнуются в танцевальных баталиях. Он получил номинацию в категории «Лучшее музыкальное видео» на 56-й ежегодной премии Грэмми.

## Коммерческий успех
«Safe and Sound» впервые получил коммерческий успех в Германии после его использования в рекламе Vodafone, а затем возглавил рейтинг синглов немецкого Media Control. Сингл достиг восьмого места Billboard Hot 100 в сентябре 2013 года, через два с половиной года после его первоначального выпуска. По состоянию на январь 2014 года было продано более двух миллионов копий в Соединенных Штатах. Он также достиг второго места в чарте Mainstream Top 40, после «Roar» Кэти Перри. В Великобритании сингл был добавлен в плей-лист BBC Radio 2 31 августа 2013 года; после официального релиза сингла в стране в следующем месяце он достиг пика под номером 42 в UK singles chart. Air New Zealand использовала эту песню в своем видеоролике о безопасности полетов в 2014 году, в то время как Барселонский институт исследований в области биомедицины (IRB) использовал её в своем танцевальном видео для повышения осведомленности и поддержки исследований таких болезней, как рак и метастазирование, болезнь Альцгеймера и диабет. Песня была также показана в американской телевизионной рекламной кампании для Mazda3 2014 года и канадской телевизионной рекламе для Bell Canada. Кавер-версия использовалась в рекламе фермы.

## Награды и номинации
| Год  | Премии                 | Категория                         | Результат |
| ---- | ---------------------- | --------------------------------- | --------- |
| 2013 | MTV Video Music Awards | Лучшие Визуальные Эффекты         | Победа    |
| 2013 | MTV Video Music Awards | Лучшее Художественное Направление | Номинация |
| 2014 | Премия Грэмми          | Лучшее Музыкальное Видео          | Номинация |
| 2014 | World Music Awards     | Лучшая Песня Мира                 | Номинация |
| 2014 | World Music Awards     | Лучшее Видео Мира                 | Номинация |
| 2014 | Billboard Music Awards | Лучшая Рок Песня                  | Номинация |

## Чарты
| Чарт (2012—2014)                         | Наивысшая позиция |
| ---------------------------------------- | ----------------- |
| Австралия (ARIA)                         | 16                |
| Австрия (O3 Austria Top 40)              | 2                 |
| Бельгия (Ultratop 50 Фламанд)            | 28                |
| Бельгия (Ultratop 50 Валлония)           | 26                |
| Бразилия (Billboard Brazil Hot 100)      | 56                |
| Бразилия Hot Pop Songs                   | 22                |
| Канада (Canadian Hot 100)                | 5                 |
| СНГ (Tophit)                             | 1                 |
| Чехия (Radio Top 100)                    | 6                 |
| Чехия (Singles Digital Top 100)          | 65                |
| Дания (Tracklisten)                      | 18                |
| Финляндия (Suomen virallinen radiolista) | 31                |
| Франция (SNEP)                           | 15                |
| Германия (Official German Charts)        | 1                 |
| Венгрия (Radios Top 40)                  | 33                |
| Ирландия (IRMA)                          | 13                |
| Израиль (Media Forest)                   | 2                 |
| Италия (FIMI)                            | 4                 |
| Япония (Japan Hot 100)                   | 61                |
| Люксембург (Luxembourg Digital Songs)    | 2                 |
| Мексика (Mexico Ingles Airplay)          | 1                 |
| Нидерланды (Dutch Top 40)                | 29                |
| Польша (Polish Airplay Top 100)          | 3                 |
| Португалия (Portugal Digital Songs)      | 2                 |
| Словакия (Radio Top 100)                 | 14                |
| Словакия (Singles Digital Top 100)       | 70                |
| Словения (SloTop50)                      | 7                 |
| Испания (PROMUSICAE)                     | 15                |
| Швеция (Sverigetopplistan)               | 37                |
| Швейцария (Schweizer Hitparade)          | 8                 |
| Великобритания (UK Singles Chart)        | 42                |
| США (Billboard Hot 100)                  | 8                 |
| США (Hot Rock Songs)                     | 2                 |
| США (Adult Contemporary)                 | 11                |
| США (Adult Top 40)                       | 2                 |
| США (Alternative Songs)                  | 1                 |
| США (Dance Club Songs)                   | 32                |
| США (Dance/Mix Show Airplay)             | 9                 |
| США (Mainstream Top 40)                  | 2                 |
| США (Adult Alternative Songs)            | 3                 |
| США (Rhythmic)                           | 33                |
| США (Rock Airplay)                       | 2                 |
| Венесуэла (Record Report)                | 1                 |